# 1985 a jogalkotásban
1985-ben az alábbi jogszabályokat alkották meg:

## Magyarország

### Törvények (8)
- 1985. évi I. törvény 	 az oktatásról
- 1985. évi II. törvény 	 a népgazdasági tervezésről szóló 1972. évi VII. törvény módosításáról és egységes szövegéről
- 1985. évi III. törvény 	 az állami pénzügyekről szóló 1979. évi II. törvény módosításáról
- 1985. évi IV. törvény 	 a tanácsokról szóló 1971. évi I. törvény módosításáról
- 1985. évi V. törvény 	 a Magyar Népköztársaság 1984. évi költségvetésének a végrehajtásáról
- 1985. évi VI. törvény 	 az Alkotmány és a választási törvény kiegészítéséről
- 1985. évi VII. törvény 	 a népgazdaság hetedik ötéves tervéről
- 1985. évi VIII. törvény 	 a Magyar Népköztársaság 1986. évi állami költségvetéséről és a tanácsok 1986–1990. évi középtávú pénzügyi előirányzatairól

### Törvényerejű rendeletek (25)
- Forrás: Törvényerejű rendeletek teljes listája (1949 – 1989)
- 1985. évi 1. törvényerejű rendelet 	 a társadalombiztosításról szóló 1975. évi II. törvény módosításáról
- 1985. évi 2. törvényerejű rendelet 	 a Magyar Népköztársaság és a Tunéziai Köztársaság között Budapesten, az 1982. évi december hó 6. napján aláírt, a polgári és bűnügyi jogsegély, a bírói határozatok elismerése és végrehajtása, valamint a kiadatásról szóló szerződés kihirdetéséről
- 1985. évi 3. törvényerejű rendelet közkegyelem gyakorlásáról
- 1985. évi 4. törvényerejű rendelet 	 törvényerejű rendelet hatályon kívül helyezéséről
- 1985. évi 5. törvényerejű rendelet 	 a közlekedéssel összefüggő hatósági engedélyezési rendszer módosításáról
- 1985. évi 6. törvényerejű rendelet 	 a Magyar Népköztársaság és a Vietnami Szocialista Köztársaság között 1984. november 21-én Hanoiban aláírt barátsági és együttműködési szerződés kihirdetéséről
- 1985. évi 7. törvényerejű rendelet 	 a Magyar Népköztársaság és az Osztrák Köztársaság között az egyetemi tanulmányok és egyetemi fokozatok egyenértékűségéről szóló, Bécsben, 1983. március 8-án aláírt egyezmény kihirdetéséről
- 1985. évi 8. törvényerejű rendelet 	 a Varsóban, 1955. évi május hó 14. napján aláírt Barátsági, Együttműködési és Kölcsönös Segítségnyújtási Szerződés időbeli hatályának meghosszabbításáról Varsóban, 1985. évi április hó 26. napján aláírt Jegyzőkönyv kihirdetéséről
- 1985. évi 9. törvényerejű rendelet 	 a Genfben, az 1983. évi június hó 20. napján kelt, a szakmai rehabilitációról és a foglalkoztatásról (rokkant személyek) szóló egyezmény kihirdetéséről
- 1985. évi 10. törvényerejű rendelet 	 az építésügyről szóló 1964. évi III. törvény módosításáról
- 1985. évi 11. törvényerejű rendelet 	 a Magyar Gazdasági Kamaráról
- 1985. évi 12. törvényerejű rendelet 	 a Magyar Népköztársaság Állami Díja, a Kossuth-díj, a Magyar Népköztársaság Kiváló Művésze és a Magyar Népköztársaság Érdemes Művésze kitüntető címek adományozásáról szóló 1963. évi 36. törvényerejű rendelet módosításáról
- 1985. évi 13. törvényerejű rendelet 	 a szövetkezetekről szóló 1971. évi III. törvény és az ipari szövetkezetekről szóló 1971. évi 32. törvényerejű rendelet módosításáról
- 1985. évi 14. törvényerejű rendelet 	 a Kölcsönös Gazdasági Segítség Tanácsában részt vevő országok szervezetei között áruszállítások Általános Feltételei kihirdetéséről szóló 1979. évi 23. törvényerejű rendelet módosításáról
- 1985. évi 15. törvényerejű rendelet 	 a Magyar Népköztársaság és az Algériai Demokratikus és Népi Köztársaság között az Algírban az 1976. évi február hó 7. napján aláírt, a polgári, családjogi és bűnügyi jogsegélyről szóló szerződés kihirdetéséről
- 1985. évi 16. törvényerejű rendelet 	 a bírósági cégnyilvántartásról [1]
- 1985. évi 17. törvényerejű rendelet 	 az oktatásról szóló 1985. évi I. törvény hatálybalépéséről
- 1985. évi 18. törvényerejű rendelet 	 a Nemzetközi Távközlési Egyezmény kihirdetéséről
- 1985. évi 19. törvényerejű rendelet 	 a Nemzetközi Fejlesztési Társulás alapokmányának kihirdetéséről
- 1985. évi 20. törvényerejű rendelet 	 a Nemzetközi Pénzügyi Társaság alapokmányának kihirdetéséről
- 1985. évi 21. törvényerejű rendelet 	 a világ kulturális és természeti örökségének védelméről szóló, az Egyesült Nemzetek Oktatási, Tudományos és Kulturális Szervezete Általános Konferenciájának ülésszakán Párizsban, 1972. november 16-án elfogadott egyezmény kihirdetéséről itt
- 1985. évi 22. törvényerejű rendelet 	 a takarékszövetkezetekről szóló 1978. évi 22. törvényerejű rendelet módosításáról
- 1985. évi 23. törvényerejű rendelet 	 a nem lakás céljára szolgáló építmények adójáról
- 1985. évi 24. törvényerejű rendelet 	 a kisiparról szóló 1977. évi 14. törvényerejű rendelet módosításáról
- 1985. évi 25. törvényerejű rendelet 	 a polgári törvénykönyvről szóló 1959. évi IV. törvény módosításáról

### Minisztertanácsi rendeletek
- 1/1985. (I. 10.) MT rendelet a kisvállalkozások részére kifizetett ellenérték adójáról
- 2/1985. (I. 10.) MT rendelet A szolgáltató tevékenység egyes kérdéseiről
- 3/1985. (I. 17.) MT rendelet a társadalombiztosításról szóló 1975. évi II. törvény végrehajtása tárgyában kiadott 17/1975. (VI. 14.) MT rendelet módosításáról, valamint a nyugellátások és egyéb ellátások kiegészítéséről, illetőleg emeléséről
- 9/1985. (III. 7.) MT rendelet az elöljáróságokról
- 26/1985. (V. 11.) MT rendelet a mérgező hatású anyagokkal kapcsolatos eljárásról
- 27/1985. (V. 23.) MT rendelet A szarvasmarhatartás céljait szolgáló beruházások felhalmozási adó alóli mentesítése.
- 30/1985. (VI. 22.) MT rendelet az állami kitüntetések és kitüntető címek után járó nyugdíjkedvezményekről
- 33/1985. (VII. 1.) MT rendelet a Magyar Népköztársaság  Kormánya és a Görög Köztársaság Kormánya között Budapesten, az 1983. évi május hó 25. napján aláírt, a jövedelem- és a vagyonadók területén a kettős adóztatás elkerüléséről szóló egyezmény kihirdetéséről
- 38/1985. (VIII. 27.) MT rendelet a Munka Törvénykönyve végrehajtásáról szóló 48/1979. (XII. 1.) MT rendelet módosításáról
- 41/1985. (X. 5.) MT rendelet az oktatásról szóló 1985. évi I. törvény végrehajtásáról
- 68/1985. (XII. 31.) MT rendelet A szolgáltató szervezetek nyitva tartásáról
- 107/1990. (XII. 20.) Korm. rendelet Az állami alapjuttatásról szóló 42/1985. (X. 8.) MT rendelet hatályon kívül helyezéséről [2]
- 108/1990. (XII. 20.) Korm. rendeletAz energiagazdálkodással összefüggő egyes kormányrendeletek és kormányhatározatok hatályon kívül helyezéséről [2]
- 109/1990. (XII. 20.) Korm. rendelet A lakáscélú támogatásokról szóló 106/1988. (XII. 26.) MT rendelet módosításáról [2]

### Egyéb fontosabb jogszabályok

#### Miniszteri rendeletek
- 4/1985. (I. 19.) PM rendelet  a költségvetési szerveknél és egyes más intézményeknél folyó munkahelyi étkeztetésről és az intézeti élelmezés nyersanyagnormáiról
- 7/1985. (IV. 26.) MM rendelet a könyvtári anyagok bejelentéséről
- 14/1985. (IV. 26.) PM rendelet az állami támogatásról történő lemondás esetén követendő eljárásról szóló 12/1975. (III. 18.) PM—MüM együttes rendelet hatályon kívül helyezéséről
- 3/1985. (V. 23.) BM rendelet A külföldiek magyarországi tartózkodásáról szóló 1982. évi 19. számú törvényerejű rendelet végrehajtására kiadott 7/ 1982. (VIII. 26.) BM számú rendelet módosítása
- 8/1985. (VI. 22.) ÉVM rendelet Az építéstervezési jogosultságról szóló 16/1972. (X. 8.) ÉVM számú rendelet módosítása
- 9/1985. (VI. 22.) ÉVM rendeletAz építőipari kivitelezési tevékenység gyakorlásáról szóló 9/1980. (III. 25.) MT számú rendelet végrehajtására kiadott 13/1980. (ITI. 25.) ÉVM számú rendelet módosítása
- 10/1985. (VI. 22.) ÉVM—MÉM—PM együttes rendelet Az állami tulajdonban álló ingatlanok kezeléséről szóló 9/1969. (II. 9.) Korm. számú rendelet végrehajtására kiadott 6/1970. (IV. 8.) ÉVM — MÉM—PM számú együttes rendelet módosítása
- 11/1985. (VI. 22.) ÉVM-IpM-KM-MÉM-BkM együttes rendelet egyes épületszerkezetek és azok létrehozásánál felhasználásra kerülő termékek kötelező alkalmassági idejéről
- 4/1985. (VI. 22.) IpM rendelet Egyes miniszteri rendeletek hatályon kívül helyezése
- 12/1985. (VII. 1.) ÉVM rendelet A nem lakás céljára szolgáló helyiségek béréről szóló 34/1985. (VII. 1.) MT számú rendelet végrehajtása
- 5/1985. (VII. 1.) IpM—BkM—MÉM együttes rendelet A targoncavezetők képzése.
- 13/1985. (VII. 11.) ÉVM rendelet A lakásberuházások előkészítésének rendjéről szóló 5/1981. (II. 11.) ÉVM számú rendelet hatályon kívül helyezése
- 7/1985. (VII. 11.) KM rendelet A személyszállítási menetrendekről
- 4/1985. (VII. 20.) BM rendelet A rendőrhatósági kényszerintézkedések
- 14/1985. (VII. 20.) ÉVM rendelet Az üdülőhellyé nyilvánítás, továbbá a gyógy- és üdülőhelyi határvonal kijelölése
- 11/1985. (VIII. 1.) MÉM rendelet a kitüntetésekről és a kitüntetések adományozásának rendjéről szóló 5/1982. (II. 22.) MÉM számú rendelet módosításáról
- 5/1985. (VIII. 15.) EüM rendelet A klinikai pszichológusok és a klinikai gyermekpszichológusok szakképzéséről és továbbképzéséről szóló 14/1981. (XI. 4.) EüM. számú rendelet kiegészítése
- 6/1985. (VIII. 15.) IpM rendelet A külföldi rendszámú gépjárművek dízel-üzemanyag vásárlási jegyéről szóló 14/1984. (XII. 8.) IpM számú rendelet módosítása
- 7/1985. (VIII. 15.) IpM—BkM rendelet Az üzemanyagtöltő állomások tárolási és kezelési veszteségéről szóló 3/1973. (V. 27.) NIM—BkM számú együttes rendelet módosítása
- 15/1985. (VIII. 27.) ÉVM rendelet A felvonók létesítéséről, üzemeltetéséről és ellenőrzéséről szóló 17/ 1973. (V. 15.) ÉVM számú rendelet módosítása
- 8/1985. (VIII. 27.) IpM rendelet A vállalatok üzemi személygépkocsi használatának egyes kérdései
- 2/1985. (IX. 12.) HM rendelet A honvédelmi törvény végrehajtására kiadott 6/1976. (III. 31.) MT számú rendelet végrehajtásáról szóló 2/1976. (VI. 17.) HM számú rendelet módosítása
- 61985. (IX. 25.) EüM rendelet A magyar állampolgárok gyógyító-megelőző ellátásáról szóló 7/1975. (VI. 24.) EüM számú rendelet módosítása
- 7/1985. (X. 1.) EüM rendelet  az értelmi fogyatékosok napközi otthonáról
- 16/1985. (X. 21.) ÉVM—PM együttes rendelet A lakásszövetkezetekről szóló 1977. évi 12. számú törvényerejű rendelet végrehajtásáról kiadott 20/1977. (V. 12.) ÉVM—PM számú együttes rendelet módosítása
- 9/1985. (X. 21.) IpM rendelet A villamosenergia- és teljesítménygazdálkodás
- 10/1985. (X. 21.) IpM rendelet A villamosenergia-fogyasztás teljesítménytényezőjének javítása és egyes hálózati zavarok megelőzése
- 9/1985. (X. 23.) EüM—BkM együttes rendelet Az étkeztetései kapcsolatos közegészségügyi szabályok
- 6/1985. (XI. 6.) IM rendelet a cégjegyzék és a cégbejegyzés
- 17/1985. (XI. 22.) ÉVM rendelet Az építőipari dolgozók különélési pótlékáról szóló 16/1971. (V. 22 ) ÉVM—MüM számú együttes rendelet módosítása
- 11/1985. (XI. 30.) IpM rendelet A közvilágítás
- 10/1985. (XII. 10.) EüM rendelet A pszichotrop anyagok gyártásáról, feldolgozásáról, forgalomba hozataláról, behozataláról, kiviteléről, raktározásáról és használatáról szóló 4/1980. (VI. 24.) EüM—BM számú együttes rendelet mellékletének kiegészítése
- 11/1985. (XII. 22.) EüM rendelet A gyermekgondozási segélyről szóló 10/1982. (IV. 16.) MT számú rendelet végrehajtására kiadott 4/1982. (IV. 16.) EüM számú rendelet módosítása
- 18/1985. (XII. 27.) ÉVM rendelet A lakások elosztásáról és a lakásbérletről szóló 1/1971. (II. 8.) Korm. számú rendelet végrehajtására kiadott 1/1971. (II. 8.) ÉVM számú rendelet módosítása
- 19/1985. (XII. 27.) ÉVM—PM együttes rendelet A lakásépítési hozzájárulásról és a lakáshasználatbavételi díjról, továbbá a kedvezményekről szóló 2/1971. (II. 8.) Korm. számú rendelet végrehajtására kiadott 2/1971. (II. 8.) ÉVM—PM számú együttes rendelet módosítása
- 20/1985. (XII. 27.) ÉVM—MÉM—PM együttes rendelet Az állami tulajdonban álló házingatlanok elidegenítésének szabályozásáról szóló 32/1969. (IX. 30.) Korm. számú rendelet végrehajtására kiadott 16/1969. (IX. 30.) ÉVM—MÉM—PM számú együttes rendelet módosítása
- 21/1985. (XII. 27.) ÉVM—PM együttes rendelet A szociális követelményeknek meg nem felelő telepek felszámolásáról szóló 2/1965. (II. 18.) ÉM—PM számú együttes rendelet módosítása
- 22/1985. (XII. 27.) ÉVM—PM együttes rendelet A tanácsi házkezelési szervek kezelésében levő állami ingatlanokkal összefüggő tevékenység
- 23/1985. (XII. 28.) ÉVM rendelet Az építésfelügyeletről szóló 62/1985. (XII. 28.) MT számú rendelet végrehajtása
- 24/1985. (XII. 28.) ÉVM rendelet Az építési célra szolgáló anyagok és szerkezetek minőségének tanúsítása
- 12/1985. (XII. 28.) EüM—PM együttes rendelet A megváltozott munkaképességű dolgozók foglalkoztatásáról és szociális ellátásáról szóló 8/1983. (VI. 29) EüM—PM számú együttes rendelet módosítása
- 24/1985. (XII. 28.) ÉVM rendelet az építési célra szolgáló anyagok és szerkezetek minőségének tanúsításáról
- 59/1985. (XII. 28.) PM rendelet egyes borok értékesítése utáni adóvisszatartásról
- 60/1985. (XII. 28.) PM rendelet a fogyasztási adóról szóló 55/1984. (XII. 1.) PM rendelet módosításáról
- 25/1985. (XII. 31.) ÉVM—ÁH együttes rendelet Az építési-szerelési árakról szóló 3/1980. (I. 19.) ÉVM—ÁH számú rendelet módosítása

#### Kormányhatározatok
- 1022/1985. (III. 28.) MT határozat a Mozgássérültek Nevelőképző és Nevelőintézete elnevezéséről